# Adalbert z Egmondu
Svatý Adalbert z Egmondu byl nurthumbrijský misionář, benediktin a také jeden ze společníků svatého Willibrorda při jeho kázání evangelia v Holandsku.

## Život
Neexistují žádná přímá fakta o jeho životě. Byl členem královské rodiny a měl se narodit v Northumbrii. Podle některých zdrojů byl nejprve mnichem opatství Rathmelsigi (případně v opatství Mellifont), také pomáhal v Irsku s misijními pracemi svatého Egberta. Poté asi roku 690 odešel pomáhat svatému Willibrordovi. Byl jmenován arcijáhnem nově založeného stolce v Utrechtu.
Mnozí lidé z Egmondu konvertovali po jeho kázání ke křesťanství. Je možné že byl opatem opatství Echternach.
Zemřel roku 740 v Egmondu. Zde byl také pohřben a u jeho hrobu byly hlášeny zázraky. Nad jeho hrobem byl postaven kostel.
Jeho svátek se slaví 25. června.